# 遣渤海使
遣渤海使指日本向渤海國派遣的使節。據記載，728年至811年間共派遣十四次（其中一次為途經渤海的遣唐使，另有一次為舵手等的派遣）。

## 概述
據《續日本紀》，西元720年（養老四年）渡嶋津軽津司諸君鞍男以視察風土的名義被派往「靺鞨國」。關於此「靺鞨國」指代何國存在爭議，津田左右吉等研究者認為指北海道北部的肅慎（あしはせ，異於中國文獻中的肅慎），而鳥山喜一等研究者認為指渤海。若後一說法成立，則720年為首次的遣渤海使。
698年高王大祚榮建立渤海，第二代武王大武藝時，渤海與唐和新羅在外交上呈現對立態勢，為牽制兩國，開始向日本派遣使節，有較強的軍事同盟意義。日本認為渤海仰慕天皇的德化而來朝見，並認為其代表高句麗的復興，故隆重接待使節。很快在次年也向渤海派出使臣，一般所說的首次遣渤海使即指此次使節。
在日本與新羅關係緊張的時期（758年－763年），日渤之間幾乎每年有使者往來。759年大師（太政大臣）藤原仲麻呂聯合渤海，準備了軍船394艘和四萬零七百人的軍隊，準備遠征新羅，但此計畫因其與孝謙天皇不和及渤海方面情況有變等原因而流產。後來渤海第三代文王大欽茂改善與唐朝的關係，日本與渤海間往來的軍事意義逐漸淡化，改為以文化交流和商業活動為主。
日渤間往來採取朝貢貿易的形式，對於渤海的貢品，日本方面須給予數倍的回賜。如此渤海得到較大利益，但日本的財政因此受到影響。因此接待使節及回賜的費用達到較大規模後，日本開始限制渤海使節的來朝，並停止向渤海派出使節。但渤海向日本派遣使節一直持續到渤海滅亡。

## 遣渤海使一覽表
| 次数 | 派遣年 | 年号(日)    | 年号(渤) | 正使名           | 天皇     | 渤海王 | 備註                                       | 出典     |
| ---- | ------ | ----------- | -------- | ---------------- | -------- | ------ | ------------------------------------------ | -------- |
|      | 720年  | 養老4年     | 仁安元年 | 諸君鞍男         | 元正天皇 | 武王   | 遣於靺鞨國觀其風俗                         | 續日本紀 |
| 1    | 728年  | 神龜5年     | 仁安9年  | 引田朝臣蟲麻呂   | 聖武天皇 | 武王   | 送渤海客使                                 | 續日本紀 |
| 2    | 740年  | 天平12年    | 大興3年  | 大伴宿禰犬養     | 聖武天皇 | 文王   | 遣渤海大使                                 | 續日本紀 |
| 3    | 758年  | 天平寶字2年 | 大興21年 | 小野朝臣田守     | 孝謙天皇 | 文王   | 伴隨遣渤海大使、渤海使揚承慶，報告安史之亂 | 續日本紀 |
| 4    | 759年  | 天平寶字3年 | 大興22年 | 高元度           | 淳仁天皇 | 文王   | 迎入唐大使使                               | 續日本紀 |
| 5    | 760年  | 天平寶字4年 | 大興23年 | 陽侯史玲璆       | 淳仁天皇 | 文王   | 送高南申使                                 | 續日本紀 |
| 6    | 762年  | 天平寶字6年 | 大興25年 | 高麗朝臣大山     | 淳仁天皇 | 文王   | 伴隨遣高麗使、渤海使王新福                 | 續日本紀 |
| 7    | 763年  | 天平寶字7年 | 大興26年 | 多治比真人小耳   | 淳仁天皇 | 文王   | 送高麗人使，正使未行，板振鎌束漂流歸國     | 續日本紀 |
| 8    | 772年  | 寶龜3年     | 大興35年 | 武生鳥守         | 光仁天皇 | 文王   | 送渤海客使                                 | 續日本紀 |
| 9    | 777年  | 寶龜8年     | 大興40年 | 高麗朝臣殿繼     | 光仁天皇 | 文王   | 送渤海使張仙寿                             | 續日本紀 |
| 10   | 779年  | 寶龜10年    | 大興42年 | 大網公廣道       | 光仁天皇 | 文王   | 送高麗客使                                 | 續日本紀 |
|      | 787年  | 延曆6年     | 大興50年 |                  | 桓武天皇 | 文王   | 予渤海使李元泰船一艘及舵手、水手等         | 續日本紀 |
| 11   | 796年  | 延曆15年    | 正曆2年  | 御長真人廣岳     | 桓武天皇 | 康王   | 送渤海客使                                 | 日本後紀 |
| 12   | 798年  | 延曆17年    | 正曆4年  | 内蔵宿禰賀茂麻呂 | 桓武天皇 | 康王   | 遣渤海使                                   | 日本後紀 |
| 13   | 799年  | 延曆18年    | 正曆5年  | 滋野宿禰船白     | 桓武天皇 | 康王   | 押送                                       | 日本後紀 |
| 14   | 811年  | 弘仁2年     | 永德2年  | 林宿禰東人       | 嵯峨天皇 | 定王   | 送渤海客使                                 | 日本後紀 |

13回說去除第四回，15回說包含786年（或720年）。